# Чайлай (Нью-Мексико)
Чайлай (англ. Chili) — переписна місцевість (CDP) в США, в окрузі Ріо-Арріба штату Нью-Мексико. Населення — 541 особа (2020).

## Географія
Чайлай розташований за координатами 36°6′18″ пн. ш. 106°9′10″ зх. д. / 36.10500° пн. ш. 106.15278° зх. д. (36.105049, -106.152853).  За даними Бюро перепису населення США в 2010 році переписна місцевість мала площу 8,59 км², з яких 8,50 км² — суходіл та 0,09 км² — водойми.

## Демографія
Згідно з переписом 2010 року, у переписній місцевості мешкали 654 особи в 247 домогосподарствах у складі 171 родини. Густота населення становила 76 осіб/км².  Було 280 помешкань (33/км²).
Расовий склад населення:
| - 59,8 % — білих - 3,1 % — корінних американців - 0,5 % — азіатів - 0,2 % — чорних або афроамериканців - 30,9 % — осіб інших рас |

До двох чи більше рас належало 5,7 %. Частка іспаномовних становила 85,9 % від усіх жителів.
За віковим діапазоном населення розподілялося таким чином: 26,9 % — особи молодші 18 років, 65,5 % — особи у віці 18—64 років, 7,6 % — особи у віці 65 років та старші. Медіана віку мешканця становила 35,4 року. На 100 осіб жіночої статі у переписній місцевості припадало 95,8 чоловіків;  на 100 жінок у віці від 18 років та старших — 89,7 чоловіків також старших 18 років.
За межею бідності перебувало 20,2 % осіб, у тому числі 33,3 % дітей у віці до 18 років та 0,0 % осіб у віці 65 років та старших.
Цивільне працевлаштоване населення становило 215 осіб. Основні галузі зайнятості: освіта, охорона здоров'я та соціальна допомога — 34,0 %, роздрібна торгівля — 32,1 %, науковці, спеціалісти, менеджери — 18,6 %, будівництво — 9,3 %.